# Саут-Розмарі (Північна Кароліна)
Саут-Розмарі (англ. South Rosemary) — переписна місцевість (CDP) в США, в окрузі Галіфакс штату Північна Кароліна. Населення — 2753 особи (2020).

## Географія
Саут-Розмарі розташований за координатами 36°26′52″ пн. ш. 77°42′16″ зх. д. / 36.44778° пн. ш. 77.70444° зх. д. (36.447778, -77.704409).  За даними Бюро перепису населення США в 2010 році переписна місцевість мала площу 15,87 км², з яких 15,85 км² — суходіл та 0,02 км² — водойми.

## Демографія
Згідно з переписом 2010 року, у переписній місцевості мешкало 2836 осіб у 1199 домогосподарствах у складі 765 родин. Густота населення становила 179 осіб/км².  Було 1352 помешкання (85/км²).
Расовий склад населення:
| - 55,3 % — чорних або афроамериканців - 41,8 % — білих - 0,8 % — корінних американців - 0,4 % — азіатів |

До двох чи більше рас належало 1,1 %. Частка іспаномовних становила 1,4 % від усіх жителів.
За віковим діапазоном населення розподілялося таким чином: 22,5 % — особи молодші 18 років, 61,9 % — особи у віці 18—64 років, 15,6 % — особи у віці 65 років та старші. Медіана віку мешканця становила 41,7 року. На 100 осіб жіночої статі у переписній місцевості припадало 92,1 чоловіків;  на 100 жінок у віці від 18 років та старших — 86,0 чоловіків також старших 18 років.
Середній дохід на одне домашнє господарство  становив 37 379 доларів США (медіана — 28 862), а середній дохід на одну сім'ю — 44 645 доларів (медіана — 37 674). Медіана доходів становила 28 977 доларів для чоловіків та 26 094 долари для жінок. За межею бідності перебувало 34,1 % осіб, у тому числі 62,7 % дітей у віці до 18 років та 30,0 % осіб у віці 65 років та старших.
Цивільне працевлаштоване населення становило 1099 осіб. Основні галузі зайнятості: освіта, охорона здоров'я та соціальна допомога — 27,8 %, виробництво — 25,4 %, публічна адміністрація — 15,6 %, будівництво — 10,1 %.